# Броненосцы типа «Amiral Baudin»
Броненосцы типа «Amiral Baudin» — серия из двух крупных мореходных броненосцев, построенных для ВМС Франции в 1880-х годах, «Amiral Baudin» и «Formidable». Корабли стали развитием предыдущего проекта Amiral Duperré с усиленной артиллерией главного калибра. Служили в составе действующего флота до 1900-х, после чего были списаны.

## История
Ещё во время постройки броненосца «Amiral Duperré», его конструкция подвергалась значительной критике из-за относительно слабого вооружения. По сравнению с британскими и итальянскими аналогами, несшими 406-450-миллиметровые нарезные орудия, французский броненосец был вооружен только 340-миллиметровыми. Хотя французские казенозарядные пушки и были более скорострельны чем дульнозарядные орудия потенциальных противников, их пробивная сила была намного меньше.
Военно-морская доктрина 1870-х уделяла значительное внимание индивидуальному превосходству боевого корабля над вражеским. Поэтому слабость главного вооружения французских броненосцев сделала их объектом серьёзной критики. В качестве адекватной ответной меры французские адмиралы решили создать проект корабля, развивавшего концепцию «Amiral Duperré» но с более мощной артиллерией.

## Конструкция
Новые броненосцы были близки по конструкции к «Amiral Duperré». Они были несколько больше (полное водоизмещение выросло до 12000 тонн), имели характерный для французского кораблестроения высокий надводный борт и характерный завал бортов внутрь в верхней части. В отличие от прототипа, два корабля типа «Amiral Baudin» с самого начала строились без использования парусного рангоута и впервые получили ставшие впоследствии характерными для французского кораблестроения тяжелые боевые мачты с многочисленными марсами.

### Вооружение
Главным отличием броненосцев класса «Amiral Baudin» от прототипа было их вооружение. На смену 340-миллиметровым пришли гораздо более мощные 370-миллиметровые орудия с длиной ствола в 28 калибров, более дальнобойные, и обладавшие большей пробивной силой. Вес снаряда составлял 550 кг. Орудия располагались в индивидуальных барбетных установках, имевших — из-за значительной длины новых орудий — вытянутую грушевидную форму.
В отличие от «Amiral Duperré», все три орудия главного калибра на броненосцах класса «Amiral Baudin» располагались по диаметральной линии корпуса. Один барбет стоял в носовой части корпуса, один — в центральной, сразу же за надстройкой, и один — в кормовой. Носовой огонь несколько ослаб, что характеризовало очередной этап «метаний» французских кораблестроителей между идеей сражения в линии кильватера (где главное значение принадлежало бортовому залпу) и идеей сражения во фронтальном построении (где наиболее важным являлся залп носовой и кормовой).
Подобно другим французским кораблям, броненосец получил очень мощную вспомогательную артиллерию. Четыре 163-миллиметровых и десять 140-миллиметровых орудий стояли в батарее на главной палубе: на каждый борт стреляло по два 163-миллиметровых и четыре 140-миллиметровых орудия, и ещё по одному 140-миллиметровому орудию стояло в носовой и кормовой оконечностях. Батарея орудий среднего калибра не защищалась бронёй и была уязвима для любых попаданий. Тем не менее, вспомогательное вооружение французских кораблей было гораздо более мощным, чем у британских и итальянских аналогов.
В подводной части корпуса располагались шесть 450-миллиметровых торпедных аппаратов: четыре в носовой части и два на корме.

### Бронирование
Бронирование кораблей повторяло схему «Amiral Duperré». Корабли имели узкий броневой пояс, проходящий по всей длине корпуса вдоль ватерлинии. Толщина плит из кованого железа достигала в центре корпуса 560 миллиметров, к оконечностям уменьшаясь до 400 (в носу) — 350 (в корме) миллиметров. Хотя высоту пояса удалось немного увеличить, он все же оставлял незащищенной большую часть надводного борта, а при полной загрузке практически скрывался под водой.
На броневой пояс опиралась 80-миллиметровая броневая палуба, прикрывавшая от попаданий подводные части корабля.
Барбеты главного калибра были защищены 420-миллиметровыми плитами из брони «компаунд». Барбеты обеспечивали надёжную защиту орудийным механизмам и прислуге, но, как и в предыдущем проекте, они стояли на верхней палубе и под ними оставалось большое незащищённое пространство, совершенно открытое для попаданий снарядов. В результате, взрыв крупнокалиберного снаряда под барбетом мог вывести установку из строя, даже не пробив её броню.

## Модернизация
С самого начала боевой службы, корабли класса «Amiral Baudin» подвергались неоднократным модернизациям. В основном, они заключались в усилении (по мере развития минно-торпедных сил) мелкокалиберной артиллерии: ещё в 1880-х броненосцы получили пять 47-миллиметровых орудий Гочкиса и 11 37-миллиметровых револьверных орудий. Легкая артиллерия устанавливалась на надстройках и на марсах мачт.
В 1898 году французы попытались капитально модернизировать эти уже явно устаревающие броненосцы, приспособив их к изменившимся условиям войны на море. На каждом броненосце, центральное 370-миллиметровое орудие было демонтировано вместе с барбетом, и заменено на бронированный каземат с четырьмя 164-миллиметровыми скорострельными пушками современного образца. Кормовые торпедные аппараты сняли: демонтировали и устаревшие 37-миллиметровые орудия, заменив их более мощной лёгкой артиллерией. Тем не менее, никакая модернизация уже не могла превратить старые корабли во что-то большее, чем вспомогательная сила, в лучшем случае пригодная для развертывания на второстепенных участках или для крейсерских операций в океане.

## Оценка проекта
Броненосцы «Amiral Baudin» являлись, по сути, развитием проекта «Amiral Duperré». На них было существенно усилено вооружение главного калибра и изменены ряд конструктивных элементов. Некоторые особенности этих кораблей — узкий броневой пояс, отсутствие рангоута, высокие и тяжёлые боевые мачты — стали в дальнейшем характерной особенностью всех французских броненосцев. Корабли этого типа отличались хорошей мореходностью и мощным и эффективным вооружением.
Тем не менее, главный недостаток прототипа — не слишком рациональную схему бронирования — исправить не удалось. Большая часть надводного борта кораблей оставалась полностью незащищённой, включая основания барбетов. Броневой пояс, защищавший ватерлинию, был настолько узким, что при любом волнении волны бы захлёстывали пробоины, оставленные артиллерией выше кромки пояса. Хотя корпус корабля был разделён 11 поперечными и одной продольной переборками на водонепроницаемые отсеки, при отсутствии броневой защиты в надводной части корпуса обеспечить его живучесть в открытом море было бы очень тяжело. Кроме того, адмиралы отмечали плохую манёвренность кораблей, отличавшихся рыскливостью и не способных прямо держать курс.
Эти недостатки были частично исправлены в следующем французском броненосце «Ош».